# Joël Beya
Joel Beya Tumetuka (Lubumbashi, 8 dicembre 1999) è un calciatore congolese (Repubblica Democratica del Congo) attaccante del TP Mazembe e della Nazionale congolese.

## Caratteristiche tecniche
È un centravanti.

## Carriera
Cresciuto nel settore giovanile del Katumbi, nel 2018 è passato al CS Don Bosco dove ha debuttato fra i professionisti. Nel 2019 è stato acquistato dal TP Mazembe con cui ha esordito nelle competizioni internazionali giocando 3 incontri in CAF Champions League 2019-2020.

### Nazionale
Il 18 settembre 2019 ha debuttato con la Nazionale congolese in occasione dell'amichevole persa 3-2 contro il Ruanda trovando anche la via del gol.

## Statistiche
Statistiche aggiornate al 14 novembre 2020.

### Cronologia presenze e reti in nazionale
| Cronologia completa delle presenze e delle reti in nazionale ― RD del Congo | Cronologia completa delle presenze e delle reti in nazionale ― RD del Congo | Cronologia completa delle presenze e delle reti in nazionale ― RD del Congo | Cronologia completa delle presenze e delle reti in nazionale ― RD del Congo | Cronologia completa delle presenze e delle reti in nazionale ― RD del Congo | Cronologia completa delle presenze e delle reti in nazionale ― RD del Congo | Cronologia completa delle presenze e delle reti in nazionale ― RD del Congo | Cronologia completa delle presenze e delle reti in nazionale ― RD del Congo |
| Data                                                                        | Città                                                                       | In casa                                                                     | Risultato                                                                   | Ospiti                                                                      | Competizione                                                                | Reti                                                                        | Note                                                                        |
| --------------------------------------------------------------------------- | --------------------------------------------------------------------------- | --------------------------------------------------------------------------- | --------------------------------------------------------------------------- | --------------------------------------------------------------------------- | --------------------------------------------------------------------------- | --------------------------------------------------------------------------- | --------------------------------------------------------------------------- |
| 18-9-2019                                                                   | Kinshasa                                                                    | RD del Congo                                                                | 2 – 3                                                                       | Ruanda                                                                      | Amichevole                                                                  | 1                                                                           | 46’                                                                         |
| 22-9-2019                                                                   | Bangui                                                                      | Rep. Centrafricana                                                          | 0 – 2                                                                       | RD del Congo                                                                | Qual. CHAN 2020                                                             | 1                                                                           |                                                                             |
| 20-10-2019                                                                  | Kinshasa                                                                    | RD del Congo                                                                | 4 – 1                                                                       | Rep. Centrafricana                                                          | Qual. CHAN 2020                                                             | 2                                                                           | 64’                                                                         |
| 14-11-2020                                                                  | Kinshasa                                                                    | RD del Congo                                                                | 0 – 0                                                                       | Angola                                                                      | Qual. Coppa d'Africa 2021                                                   | -                                                                           | 46’                                                                         |
| Totale                                                                      |                                                                             | Presenze                                                                    | 4                                                                           |                                                                             | Reti                                                                        | 4                                                                           |                                                                             |

## Palmarès

### Competizioni nazionali
- Campionato congolese di prima divisione: 1

TP Mazembe: 2018-2019